# Vittisbofjärds gamla kyrka
Vittisbofjärds gamla kyrkan låg 120 meter nordöst från nuvarande Vittisbofjärds kyrka. Träkyrkan stod  klar 1693 och var riven 1840.
Inom Ulvsby församling grundades Vittisbofjärds kapellförsamling 1691. Men någon egen präst fick  kapellet inte. Utan kapellborna måste fortfarande vända sig till Ulvsbys kyrkoherde eller Björneborgs kapellan. Vittibofjärdsborna fick tillstånd bygga sin kyrka 1691 och den stod färdig 1693. Kyrkan byggdes på åsen bredvid vägen som gick genom Nederby. Kyrkan var inte den första andliga samlingsplatsen. Tidigare hade det funnits ett anspråkslöst kapell på Kapellskär främst avsett för sjöfarare och fiskare.
Vittisbofjärd fick en egen kaplan 1693, men han måste sköta de kyrkliga förrättningarna också i Norrmark, vilket väckte församlingsborna missnöje.Under Den stora ofreden (1713-1721)  blev kyrkan illa åtgången och när fredsslutet kom låg den nästan i ruiner. Medlemmarna bad om hjälp av sockenstämman och stiftet. Men fortfarande i slutet av 1730-talet behandlades det i stämman. Sockenstämman understödde att det skulle uppbäras kollekt för reparationerna och stiftets präster tog upp frågan i sin klagan till ständerna. Biskopen gav församlingen tillstånd sälja det man ansåg onödigt för att finansiera reparationerna. .
Kyrkans tillstånd var ett ständigt återkommande problem och på 1750-talet började planera för en grundlig reparation. I juli 1755 undersöktes kyrkan och man kunde konstatera att det behövs 5 687 koppardaler för åtgärderna. År 1757 inträffade en incident som visar kyrkans skick. Den visar att bänkarna var i ett bedrövligt skick. Flera drängar anklagades vid tinget för att ha stört ordningen i kyrkan och avbrutit predikan. Johan  Nilsson hade kommit litet sent till gudstjänsten och satte sig i drängarnas bänk. Där satt redan  tio andra män. Bänken kollapsade mitt under predikan på grund av den extra belastningen och alla som satt föll i golvet. Vid tinget förklarade drängarna att bänken inte var fästade i golvet eller väggen och det saknades plankor i de flesta bänkar. Därför kunde det inte uppfattas att de stört gudstjänsten med flit.  Trots det berättigade i sitt försvar dömdes drängarna till böter.
Kyrkans fallfärdiga läge diskuterades vid en biskopsvisitation 1782 och församlingsborna lovade att reparera eller bygga en ny kyrka. Prosten Michael Lebell återkom till frågan i flera  sockenstämmor de närmaste åren. Men församlingsborna ville uppskjuta projektet ftils storskiftet var klarat. Frågan avancerade inte under många år.  Först 1795 började den nya kyrkan byggas. Vittisbofjärds kyrka stod färdig 1796.
Den gamla kyrkan revs inte genast. Den fallfärdiga byggnaden hade inte längre på 1830-talet fönster och golv, men den användes fortfarande  ibland för begravningar.  Biskopen och domprosten uppmanade att man skulle ta virke till den nya staketet kring kyrkogården. Det gjorde man först 1837 då kyrkogårdens staket ersattes. Rivningar slutfördes  1840.
När den första kockstapeln eller klockupphängningen byggdes är inte känt. Men i början av 1810-talet var den så ostadig att man var rädda den skulle sakta förbipasserande. Det var tydligen byggd till den gamla kyrkan. År 1815 önskar församlingsborna bygga en ny. Den nya klockställningen var liksom den tidigare en ställning av stockar där det  hängde två kyrkklockor. Klockstapel blev också ny mycket instabil och redan på 1830-talet började man diskutera en bättre lösning.  Arkitekten Carl Ludvig Engel ritade den nuvarande klockstapeln år 1834.